# Saint-Romain-les-Atheux
 Saint-Romain-les-Atheux  es una población y comuna francesa, situada en la región de Ródano-Alpes, departamento de Loira, en el distrito de Saint-Étienne y cantón de Saint-Genest-Malifaux.

## Demografía
| 347 | 342 | 385 | 700 | 780 | 816 |
| Para los censos de 1962 a 1999 la población legal corresponde a la población sin duplicidades (Fuente: INSEE [Consultar]) |     |     |     |     |     |